# Jean Makoun
Jean II Makoun (pronunție în franceză [ʒɑ̃ dø mɑkun]) (n. 29 mai 1983) este un fotbalist camerunez care în prezent este liber și echipa națională de fotbal a Camerunului pe postul de mijlocaș central defensiv.

## Titluri
- Olympiacos:
  - Superliga Greacă (1) : 2011–2012
  - Cupa Greciei (1) : 2012

## Legături externe
- Jean Makoun pe site-ul FIFA (arhivat)
- Profil pe Sky Sports